# 増田一樹
増田 一樹（ますだ かずき、1954年11月3日 - ）は、毎日放送（MBS）所属の元アナウンサーで、現在はコンプライアンス室勤務。
愛称は「マスリーナ」。「毎日放送の森田健作」とも呼ばれている。

## 来歴・人物
兵庫県芦屋市出身。1978年に関西学院大学経済学部卒業後、入社。同期には元アナウンサー室長、テレビプロデューサーで、現在は大学教授である高垣伸博。
TBS系列の音楽番組「ザ・ベストテン」で近畿地方の"追っかけマン"を青木和雄に代わって担当した（後任は関岡香〔旧姓・鈴江〕）。ラジオ番組にも深夜番組を中心に出演し、暖かい口調で人気を博し、リスナーから「マスリーナ」の愛称で親しまれた。
1995年1月17日阪神・淡路大震災の時、泊り勤務だった事から同局のラジオ・テレビで第一報を伝えた（本人曰く、その後5時間半に渡りテレビでの震災報道を伝えていた）。
1995年より、ラジオ報道、宣伝部、放送運営センターと異動になった後、2003年に再びアナウンサー室に復帰。アナウンサー室次長兼デスク業務担当（簡単に言えば、アナウンサーの番組出演及び予定表の管理をしている番人）専業であるため番組に出演する事は殆どなかったが、2007年10月から「ぼくらが大好きだったTV主題歌シリーズ」（MBSマンデースペシャル枠）に不定期で出演していた。
2008年7月、コンプライアンス室に異動した。
現在も独身で、妹が2人いる。

## 過去の出演番組

### テレビ
- あどりぶランド
- ザ・ベストテン （近畿地方担当「追っかけマン」）
- モーニングナウ810 （初代キャスター）[1]
- わたしたちの近畿[1]
- MBSニュース（不定期） ほか

### ラジオ
- こども音楽コンクール （近畿地方担当アナウンサー） [1]
- MBSヤングタウン土曜日（コーナー担当） [1]
- ラジオマガジン （リポーター）[1]
- KAZ&SHEのヤンタンミュージックゾーン（小田静枝とともにパーソナリティを担当）
- ぼくらが大好きだったTV主題歌シリーズ（柏木宏之とともに出演、『MBSマンデースペシャル』枠で不定期放送）
- MBSニュース（不定期） ほか

## 関連人物
- 森田健作
- 結城哲郎
- 柏木宏之
- 美藤啓文
- 鎌田正明
- 青木和雄
- 関岡香
- 高垣伸博
- 黒柳徹子
- 小西博之
- 松下賢次